# 刺苔娜蛛
刺苔娜蛛（学名：Thelacantha brevispina）为园蛛科苔娜蛛属的动物。分布于马达加斯加、印度至日本和澳大利亚、台湾以及中国大陆的四川、云南、广东、广西等地，一般栖息于果园及山地树林。

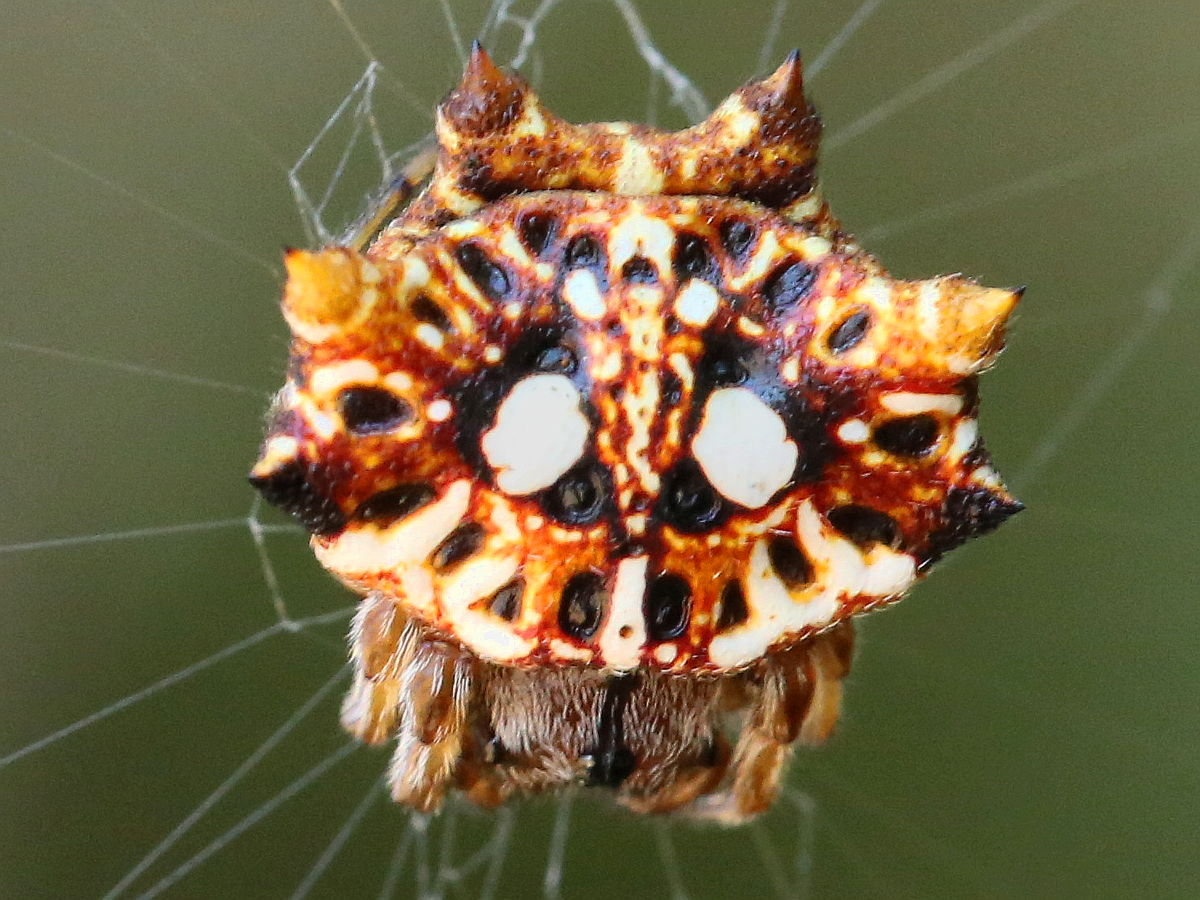
雌性 摩洛凱島, 夏威夷